# Pilot wojenny

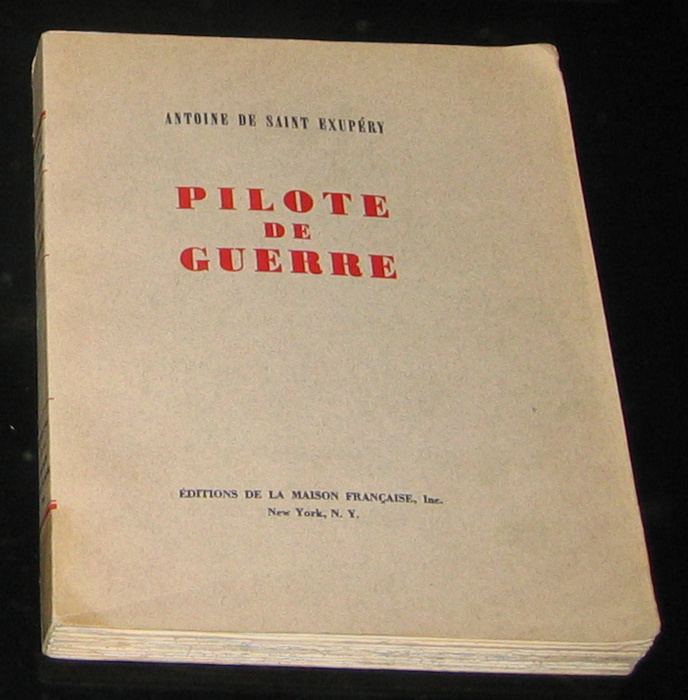

Pilot wojenny (fr. Pilote de guerre) – autobiograficzna powieść wojenna autorstwa francuskiego pisarza i lotnika Antoine’a de Saint-Exupéry’ego.
Wydana po raz pierwszy w 1942 roku w Stanach Zjednoczonych jako Flight to Arras. Obejmuje wybrane wspomnienia pisarza z lat 1939-1942, tzn. do czasu powstania powieści podczas pobytu w USA. Miejsce akcji jest zazwyczaj nieokreślone, autor opisuje bazy, w których stacjonował oraz różne miejsca Europy widziane z lotu ptaka. Wiele rozdziałów to wyłącznie przemyślenia oderwane od konkretnego miejsca i czasu akcji.

## Omówienie
Głównym bohaterem jest sam Antoine de Saint-Exupery, kapitan Francuskich Sił Powietrznych w czasie II wojny światowej. W powieści ukazano trudy życia żołnierza na wojnie, zawarto szereg życiowych przemyśleń pisarza, a także szczegóły dotyczące lotów wojennych oraz technicznych trudności lotu na przestarzałych, technicznie zawodnych maszynach. Będący postacią ważną społecznie autor, jako osoba kaleka (niedowład ręki), która przekroczyła wiek dopuszczalny dla czynnego lotnika, miał przywilej nie uczestniczenia w najtrudniejszych lotach. Powód świadomej rezygnacji z tej możliwości tłumaczy następująco: Przywileje, jakie mógłby mi dać mój zawód pisarza… odpycham niemal ze strachem. To wolność nieistnienia. Każdy obowiązek sprawia, że urzeczywistniamy się. A gotowość do poświęcenia życia w tej służbie wyraża w słowach: Jednostka winna poświęcać się dla ocalenia zbiorowości. (…) Chodzi o poszanowanie Człowieka przez jednostkę. O wielkości mojej cywilizacji świadczy fakt, że stu górników naraża swe życie dla ratowania jednego zasypanego towarzysza.

## Bohaterowie
- Antoine de Saint-Exupery – narrator; lotnik dobrowolnie poświęcający się służbie dla ocalenia ludzkości; deklaruje, że ta praca daje mu głęboką satysfakcję, kiedy jest już w powietrzu.
- Dutertre – towarzysz broni Saint-Exupery’ego, wypatruje wrogie myśliwce.
- Komendant Alias – przełożony głównego bohatera, wyprawiał ich na loty.
- Strzelec – niewymieniony z nazwiska strzelec myśliwski, towarzysz broni Saint-Exupery’ego.
- Vezin – kapitan łączności, próbuje dodawać otuchy lotnikom przed startem.